# 핵자기 공명 분광법

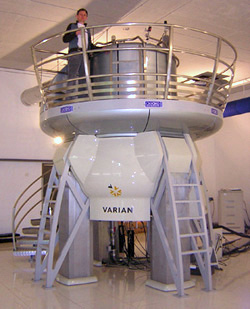
영국 버밍엄 대학교에 있는 21.1 T 자석이 든 900 MHz NMR 기기

핵자기 공명 분광법(核磁氣共鳴分光法, 영어: nuclear magnetic resonance spectroscopy)은 원자핵 주변의 국부 자기장을 관찰하기 위한 분광 기법이다. NMR 분광법(영어: NMR spectroscopy) 또는 자기 공명 분광법(磁氣共鳴分光法, 영어: magnetic resonance spectroscopy, MRS)이라고도 한다. 샘플을 자기장에 배치하고 NMR 신호는 민감한 무선 수신기로 감지되는 핵자기 공명으로의 전파로 핵 샘플의 여기에 의해 생성된다. 분자 내 원자 주위의 분자 내 자기장은 공명 주파수를 변경하여 분자의 전자 구조 및 개별 작용기에 대한 세부 정보에 접근할 수 있게 한다. 자기장은 개별 화합물에 대해 고유하거나 매우 특징적이기 때문에 현대 유기화학 실험에서 NMR 분광법은 단분자 유기 화합물을 식별하는 확실한 방법이다.

## 같이 보기
- 핵자기 공명